# Мангалампалли Баламураликришна
Мангалампалли Баламураликришна (телугу మంగళంపల్లి బాలమురళీకృష్ణ; 9 июля 1930, Санкарагуптам — 22 ноября 2016, Ченнаи) — индийский музыкант, певец, композитор и характерный актёр. Известен как автор новой формулировки раг и четырёх сотен классических композиций. За свою карьеру дал более 25 000 концертов, начав выступать в шесть лет. В его репертуаре были песни на английском, тамильском, санскрите, телугу, малаялам, хинди, бенгали, панджаби и других индийских языках.
Награждён высшими гражданскими орденами Индии — Падма Шри и Падма Вибхушан, а также французским орденом Искусств и литературы и серебряной медалью ЮНЕСКО.

## Биография
Будущий музыкант родился 9 июля 1930 года в деревне Санкарагуптам (ныне округ Восточный Годавари штата Андхра-Прадеш) в телугу-язычной семье браминов, получив при рождении имя Мураликришна. Его отец Паттабхирамайя был знатоком вед и искусным исполнителем музыки на флейте, скрипке и вине, а мать Сурьякантамма, также хорошо игравшая на вине, — дочерью композитора Праяга Рангадасу.
Она умерла, когда Мураликришне было только шестнадцать дней от роду.
Он посещал государственную школу, но не был успешен в учёбе и бросил её после пятого класса.
В восемь лет отец отдал его в обучение Парупалли Рамакришнайя Пантулу, преемнику учеников Тьягараджи, одного из знаменитой «троицы» карнатической музыки.
Мураликришна впервые выступил перед публикой на музыкальном фестивале в Виджаяваде 18 июля 1940 года, где получил титул «Бала», ставший частью его имени.
2 июля 1941 года Баламураликришна дебютировал на Всеиндийском радио и мгновенно получил известность. Он постоянно получал приглашения выступить на концертах и к 13 годам проводил более 200 вступлений за год. В 1944 году он аккомпанировал на скрипке таким знаменитейшим певцам того времени, как Ариякуди Рамануджа Айенгар и Читтур Субраманиам Пиллаи.
В 1967 году он дебютировал на киноэкране в мифологическом фильме на телугу Bhakta Prahlada, сыграв роль мудреца Нарады и исполнив собственные песни. С тех пор как актёр, музыкальный руководитель или закадровый певец он участвовал в более чем 30 фильмах на тамильском, телугу, каннада, малаялам и санскрите.
Исполнение песни «Himadri Suthe Pahimam» в фильме на каннада «Лебединая песнь» принесло ему Национальную кинопремию.
Ещё одну он получил как автор музыки к каннадаязычному фильму Madhvacharya (1986).
М. Баламураликришна скончался 22 ноября 2016 года в Ченнаи.

## Награды
Государственные
- 1971 — Падма Шри, четвёртая по значимости гражданская награда Индии[10][11]
- 1991 — Падма Вибхушан, вторая по значимости гражданская награда Индии[11]
- 2005 — французский Орден Искусств и литературы[12][13][14]

Кинематографические
- 1976 — Национальная кинопремия (Индия) за лучший мужской закадровый вокал за песню «Himadri Suthe Pahimam» из фильма «Лебединая песнь»[6]
- 1987 — Национальная кинопремия за лучшую музыку к фильму — Madhvacharya[7]
- 1987 — Кинопремия штата Керала за лучший мужской закадровый вокал — Swathi Thirunal[15]
- 2011 — Кинопремия штата Керала за лучший классический вокал за песню «Iyar Kai Annaiyil» в фильме Gramam[16]